# Landtagswahlkreis Kleve II
Der Landtagswahlkreis Kleve II ist ein Landtagswahlkreis im nordrhein-westfälischen Kreis Kleve. Er umfasst die Gemeinden Bedburg-Hau, Emmerich am Rhein, Goch, Kleve, Kranenburg und Rees.
Das Gebiet des Wahlkreises wurde seit seiner Neuerrichtung 1980 mehrfach verändert. Damals umfasste der Wahlkreis die Gemeinden Bedburg-Hau, Emmerich am Rhein, Kalkar, Kleve, Kranenburg, Rees und Uedem.

## Landtagswahl 2022
Wahlberechtigt zur Landtagswahl 2022 waren 111.269 Einwohner des Wahlkreises. Die Wahlbeteiligung lag bei 52,6 %.
| Direktkandidat   | Erststimmen in % | Partei       | Zweitstimmen in % |
| ---------------- | ---------------- | ------------ | ----------------- |
| Günther Bergmann | 43,5             | CDU          | 43,4              |
| Christin Becker  | 26,7             | SPD          | 25,2              |
| Volkhard Wille   | 16,9             | GRÜNE        | 15,5              |
| Stephan Haupt    | 6,3              | FDP          | 5,5               |
| –                | –                | AfD          | 4,0               |
| Sabine Hesseling | 2,4              | DIE LINKE    | 1,4               |
| Lutz Kühnen      | 4,2              | Freie Wähler | 1,2               |
| –                | –                | Übrige       | 3,8               |

## Landtagswahl 2017
Wahlberechtigt zur Landtagswahl 2017 waren 112.751 Einwohner des Wahlkreises. Die Wahlbeteiligung lag bei 62,4 %.
| Direktkandidat     | Erststimmen in % | Partei    | Zweitstimmen in % |
| ------------------ | ---------------- | --------- | ----------------- |
| Thorsten Rupp      | 31,4             | SPD       | 29,9              |
| Günther Bergmann   | 44,4             | CDU       | 39,8              |
| Birgitt Höhn       | 5,4              | GRÜNE     | 5,2               |
| Stephan Haupt      | 9,1              | FDP       | 12,5              |
| Michele Marsching  | 1,3              | PIRATEN   | 0,8               |
| Herbert Derksen    | 4,0              | DIE LINKE | 3,5               |
| Christoph Kukulies | 4,5              | AfD       | 5,8               |
| –                  |                  | Übrige    | 2,6               |

Neben dem Wahlkreisabgeordneten Günther Bergmann (CDU), der den Wahlkreis seit 2012 hält, konnte auch der FDP-Kandidat Stephan Haupt auf Listenplatz 27 seiner Partei in den Landtag einziehen. Der Kandidat der Piratenpartei, Michele Marsching, der dem Landtag seit 2012 angehört hatte, schied aufgrund des Scheiterns seiner Partei an der 5%-Hürde 5%-Hürde aus dem Parlament aus.

## Landtagswahl 2012
Wahlberechtigt zur Landtagswahl 2012 waren 112.627 Einwohner des Wahlkreises. Die Wahlbeteiligung lag bei 57,1 %.
| Direktkandidat    | Erststimmen in % | Partei    | Zweitstimmen in % |
| ----------------- | ---------------- | --------- | ----------------- |
| Günther Bergmann  | 39,2             | CDU       | 33,5              |
| Bodo Wißen        | 36,6             | SPD       | 35,4              |
| Susanne Siebert   | 8,8              | GRÜNE     | 9,1               |
| Wolfgang Huying   | 7,8              | PIRATEN   | 7,7               |
| Heinrich Krebber  | 5,6              | FDP       | 9,1               |
| Roland Udo Wilken | 2,0              | DIE LINKE | 2,0               |

## Landtagswahl 2010
Wahlberechtigt zur Landtagswahl 2010 waren 112.818 Einwohner des Wahlkreises. Die Wahlbeteiligung lag bei 56,4 %.
| Direktkandidat    | Erststimmen in % | Partei    | Zweitstimmen in % |
| ----------------- | ---------------- | --------- | ----------------- |
| Manfred Palmen    | 46,4             | CDU       | 42,5              |
| Bodo Wißen        | 32,9             | SPD       | 30,7              |
| Susanne Siebert   | 9,4              | GRÜNE     | 10,3              |
| Stephan Haupt     | 5,5              | FDP       | 7,3               |
| Klaus Golbach     | 4,4              | DIE LINKE | 4,5               |
| Michele Marsching | 1,3              | PIRATEN   | 1,2               |
| -                 | -                | Sonstige  | 3,3               |

## Landtagswahl 2005
Wahlberechtigt zur Landtagswahl 2005 waren  112.053 Einwohner des Wahlkreises. Die Wahlbeteiligung lag bei 61,2 %.
| Direktkandidat    | Partei | Stimmen in % |
| ----------------- | ------ | ------------ |
| Manfred Palmen    | CDU    | 54,4         |
| Bodo Wißen        | SPD    | 30,5         |
| Boris Gulan       | FDP    | 6,2          |
| Ute Sickelmann    | GRÜNE  | 5,0          |
| Jens-Uwe Habedank | WASG   | 1,9          |
| Edgar Schröder    | PDS    | 0,8          |
| Walter Rütten     | REP    | 0,8          |
| Ralf Brehm        | ödp    | 0,4          |